# Тунизийска кампания
Тунизийската кампания е поредица от битки в днешен Тунис в хода на Северноафриканска кампания през Втората световна война между силите на Оста и Съюзниците. Кампанията започва с първоначален успех за германските и италианските сили, но масовите усилия за спиране на доставките им водят до окончателна победа на Съюзниците. Над 230 000 германски и италиански войници са пленени, включително по-голямата част от Африканския корпус.

## Прелюдия

### Съюзнически планове
Поради близостта на Сицилия до Тунис, Съюзниците очакват силите на Оста да окупират страната веднага щом научат за десантите на операция „Факел“. За да се предотврати това, се оказва нужно окупирането на Тунис възможно най-скоро след десантите. Все пак, съществуват ограничения за това колко далеч на изток могат да стигнат десантите, поради нарастващата близост на вражеските летища в Сицилия и Сардиния, които към края на октомври 1942 г. разполагат с 298 немски и 574 италиански самолета. Град Алжир е избран за най-източните десанти. Това би осигурило успех на първоначалните десанти въпреки несигурността за това как биха отговорили тамошните френски сили. Веднъж след като Алжир е превзет, малък специализиран отряд би пробил веднага в Тунис в надпревара за окупацията на Тунис, преди силите на Оста да са се организирали.
Въпреки това, планиращите трябват да вземат предвид и най-лошия случаи по отношение на съпротивата на Виши в Алжир и нападателните конвои са заредени с много пехота, която да може да се противопостави на тежка сухопътна съпротива. Това означава, че разтоварването на войските в Алжир за настъпление към Тунис ще бъде забавено. Следователно, плановете се оказват компромисни и Съюзниците осъзнават, че опит да се достигнат градовете Бизерта и Тунис по земя преди силите на Оста би означавало поемане на риск, който зависи от способността на военноморските и военновъздушните сили да забавят натрупването на войски на Оста. Съюзниците, макар да допускат възможността за силна опозиция на силите на Виши, сериозно подценяват апетита на силите на Оста за бързина и намеса в Тунис.
Веднъж щом операциите започват и въпреки разузнавателни доклади относно реакцията на Оста, Съюзниците отговарят бавно и едва две седмици след десантите се състоят плановете на ВМС и ВВС за пресрещане на водния транспорт на Оста към Тунис. В края на ноември е реформирано Съединение K в Малта с 3 крайцера и 4 разрушителя, а Съединение Q е образувано в Алжир с 3 крайцера и 2 разрушителя. Нито един кораб на Оста, пътуващ към Тунис, не е потопен през ноември, но съюзническите военноморски сили постигат определен успех в началото на декември, потапяйки 7 транспортни кораба на Оста. Все пак, това се случва твърде късно, за да повлияе на сухопътните битки, защото бронираните части на немската 10-а танкова дивизия вече са дебаркирали. За да парират заплахата във водата, конвоите на Оста започват да пътуват само през деня, когато могат да бъдат защитавани от самолети. Нощните конвои са въведени отново след разширяването на минните полета на Оста, които сериозно ограничават дейностите на Съединенията K и Q.

### Тунис
Северната и повечето от източната част на Тунис граничи със Средиземно море. Повечето от сухопътната западна граница с Алжир преминава през Атласките планини, които се разпростират от атлантическото крайбрежие на Мароко на изток до Тунис. Тази част от границата е лесна за отбраняване при малобройните проходи. В равнинната част на юг от планините французите вече са построили редица от отбранителни съоръжения с ширина 20 km и дълбочина 30 km (Маретска линия) за защита срещу италианско нахлуване от Либия. Единствено на север, където Атласките планини се снижават до крайбрежието, теренът е благоприятен за нападение. Защитните линии на север са способни да се справят с нахлуващите сили, докато Маретската линия подсигурява юга. Помежду им има само няколко прохода през планината, които се защитават лесно.
Тунис разполага с две дълбоки пристанища при градовете Тунис и Бизерта, само на няколкостотин километра от италианските бази в Сицилия. Корабите могат да правят доставки през нощта, в безопасност от британски патрули, и да се приберат на следващата нощ, докато към Либия доставките отнемат цял ден, което прави операциите за доставка уязвими за въздушни удари. Според Хитлер, Тунис може да бъде задържан безкрайно дълго, разстройвайки съюзническите планове в Европа.

## Надпревара за Тунис
Към 10 ноември френската опозиция към операция „Факел“ е замряла, създавайки военен вакуум в Тунис. Британската 1-ва армия под командването на генерал-лейтенант Кенет Андерсън веднага изпраща 36-а пехотна бригада, която е плаващата резерва за десантите в Алжир, на изток по море, за да се окупират алжирските пристанища Бужи, Филипвил и Бон и летището Джеджели като подготовка за нахлуването в Тунис. Обединеният е решил, че с наличните сили „Факел“ няма да включва сили за десанти близо до Тунис. Андресън се нуждае ограничената му войска да стигне на изток бързо, преди Оста да укрепи Тунис, но Съюзниците разполагат само с две бригади и малко броня и артилерия за нападение.
Френският губернатор на Тунис, Жан-Пиер Естева, се страхува да подкрепи Съюзниците или да се противопостави на Оста. Той не затваря летищата към която и да е страна. Немците се придвижват първи и към 9 ноември има доклади за 40 немски самолета, пристигащи в Тунис, а към 10 ноември разузнаването докладва за 100 самолета. Два дни по-късно започва превоз, който придвижва 15 000 войници, 176 танка, 131 артилерийски оръдия, 1152 превозни средства и 13 000 тона доставки. До края на месеца три немски дивизии, включително 10-а танкова дивизия и две италиански пехотни дивизии, са пристигнали в страната. Валтер Неринг е назначен за командир на новообразувания 90-и корпус на 12 ноември и пристига на 17 ноември. Френският военен командир в Тунис, генерал Баре, придвижва войска в западните планини на Тунис и образува защитна линия.
Има две шосета на изток от Алжир към Тунис. Съюзническият план е да се напредне по тези два пътя и да се завземат Бизерта и Тунис. На 11 ноември британската 36-а пехотна бригада десантира необезпокоявано в Бужи, но недостигът на доставки забавя пристигането им в Джеджели до 13 ноември. Летището на Бон е окупирано след парашутен десант на 3-ти парашутен батальон, а това е последвано на 12 ноември от превземане и на пристанището на града. Напредналите войски на 36-а пехотна бригада достигат Тебарка на 15 ноември и Джебел Абиод на 18 ноември, където срещат сили на Оста. По̀ на юг, американски парашутен батальон необезопокоявано се спуска в Юк ле Бан, превземайки летището, и напредва, за да завземе летището на Гафса на 17 ноември.
На 19 ноември немският командир Валтер Неринг изисква войските му да преминат по моста при Меджез, но му е отказано от Баре. Немците атакуват два пъти и са отблъснати, но френският отбранителен успех им излиза скъпо и без броня или артилерия французите са принудени да се оттеглят. Позицията на силите на Виши остава несигурна до 22 ноември, когато те заемат страната на Съюзниците във Френска Северна Африка, позволявайки гарнизонните войски на Съюзниците да бъдат изпращани напред към фронта. През това време силите на Оста натрупват войски и превъзхождат числено Съюзниците.
Две съюзнически бригади настъпват към Джебел Абиод и Беджа съответно. Луфтвафе, доволно от местното надмощие във въздуха, ги тормози постоянно. На 17 ноември, когато Неринг пристига, основните елементи на британската 36-а бригада на северния път срещат смесена сила от 17 танка и 400 парашутисти със самоходни оръдия при Джебел Абиод. Немските парашутисти, Луфтвафе и италианската огнева поддръжка от 1-ва пехотна дивизия Суперга елиминират 11 танка, но настъплението им е спряно, докато сражението при Джебел Абиод продължава девет дни. На 22 ноември танкове от италианската 50-а бригада принуждават американските парашутисти да изоставят Гафса. Двете съюзнически колони се фокусират върху Джебел Абиод и Беджа, подготвяйки се за атака на 24 ноември. 36-а бригада е планирана за настъпление към Джебел Абиод, а 11-а бригадата е планирана за придвижване надолу по долината на река Мержерда, за да превземе Мажаз (Меджез) ал Баб, а по-късно Тебуба, Джедейда и град Тунис. Бронираната група Блейд форс трябва да напредне през селските райони по малки пътища в промеждутъка между двете пехотни бригади към Сиди Нсир и да предприеме атаки по фланговете при Тербурба и Джедейда.
Северното нападение не се състои, защото проливният дъжд забавя събирането на войската. На юг 11-а бригада е спряна от тежка съпротива при Меджез. Блейд форс преминава през Сиди Нсир, за да достигне прохода Чуиги, а на север от Тербурба част от групата прониква зад вражеските линии до новата въздушна база на Джедейда и следобеда унищожава над 20 самолета на Оста, но без пехотна поддръжка се изтегля към Чуиги. Нахлуването на Блейд форс изненадва Неринг и той решава да се изтегли от Меджез, за да укрепи Джедейда, само на 30 km от град Тунис. 36-а бригада започва забавената си атака на 26 ноември, но попада в засада и водещият батальон понася 149 жертви. По-нататъшните нападения са отблъснати назад от хитро планирани взаимосвързани защити. Десант от командоси на 23 km от Бизерта на 30 ноември в опит да се нападнат позициите в Жефна по фланговете се проваля и отрядът се присъединява към 36-а бригада на 3 декември. Позицията остава в немски ръце до последните дни на сраженията в Тунис
Сутринта на 26 ноември, докато немците се изтеглят, 11-а бригада влиза в Меджез без съпротива и по-късно на същия ден заема позиции в и около Тебурба, който също е евакуиран от немците. Въпреки това, на 27 ноември немците нападат със сила и опитът на 11-а бригада да си възвърне инициативата с удар срещу летището на Джедейда с помощта на американска броня се проваля. На 29 ноември части на американската 1-ва бронирана дивизия правят план за нападение на 2 декември, заедно с Блейд форс. Впоследствие са изпреварени от контраатака на Оста, водена от генерал-майор Волфганг Фишер, чиято 10-а танкова дивизия тъкмо е пристигнала в Тунис. Към вечерта на 2 декември Блейд форс се оттегля, оставяйки частите на 1-ва бронирана дивизия и 11-а бригада да се справят с атаката на Оста. Това заплашва 11-а бригада да бъде изолирана, но отчаяният бой в продължение на четири дни забавя настъплението на Оста и позволява контролираното изтегляне към възвишенията от другата страна на реката западно от Тербурба.
Съюзническата сила първоначално се изтегля на около 10 km към възвишенията Джебел ел Ахмера и Бу Ауказ от двете страни на реката, но опасения относно уязвимостта към атаки по фланговете ги подтикват към по-нататъшно изтегляне на запад, така че към края на 10 декември съюзническите части държат отбранителна линия източно от Меджез ел Баб. Тук те започват прегрупирането за ново нападение, което завършва към края на декември 1942 г. Бавното натрупване на войски дава на Съюзниците сила от общо 54 000 британски, 73 800 американски и 7000 френски войници. Бърз разузнавателен преглед показва наличието на 125 000 бойни и 70 000 спомагателни войски, главно италиански, пред тях. Основната атака започва в следобеда на 22 декември. Въпреки дъжда и недостатъчното въздушно подкрепление се постига напредък по долните части на хълма Джебел ел Ахмера, който контролира речния коридор между Меджез и Тебурба. След три дни сражение, с намаляващи боеприпаси и силите на Оста в съседното възвишение, позицията на Джебел ел Ахмера не може да бъде повече удържана и Съюзниците са принудени да се изтеглят към Меджез, като към 26 декември 1942 г. Съюзниците вече са се изтеглили към линията, от която са тръгнали две седмици по-рано, след като са претърпели 20 743 жертви.
Докато сраженията стихват, фракционализмът сред французите отново се надигат. На 24 декември Франсоа Дарлан е убит и Анри Жиро го наследява като министър-председател. За раздразнение на Сражаваща се Франция американското правителство изразява значителна воля да се договори с Дарлан и режима на Виши. Впоследствие смъртта на Дарлан се оказва възможност да се обединят французите в Северна Африка и свободните французи на Сражаваща се Франция на дьо Гол. Дьо Гол и Жиро се срещат в края на януари, но постигат малък напредък при съвместяването на разликите на поддръжниците си.

## Касерин

### Прелюдия
През първата половина на януари Кенет Андерсън със смесени резултати поддържа постоянно напрежение чрез ограничени удари и разузнаване. Ханс-Юрген фон Арним прави същото и на 18 януари изпраща елементи на 10-а танкова и 334-та пехотна дивизии в атака от Пон дю Фас, за да се създаде място пред дивизия Суперга и да изпревари съюзнически тласък на изток към брега на Енфидавил, което би отрязало комуникационната линия на Ромел. Напредването на запад срещу дясното крило на британския 5-и корпус при Бу Арада търпи малък успех, а на юг нападението срещу френските позиции тъпи по-голям успех, придружен с навлизане от 56 km южно към Уселтия и 40 km югозападно към Робаа. Слабо екипираните защитници устояват известно време, но биват надвити числено и еквивалентът на седем пехотни батальона се откъсва в планините. Андерсън изпраща 36-а бригада към Робаа и поисква от Лойд Фредендал да изпрати части на 1-ва бронирана дивизия към Уселтия. Яростните сражения продължават до 23 януари, а фронтът е стабилизиран.
Очевидната липса на координация между съюзническите сили кара Айзенхауер да промени командната структура и на 21 януари Андерсън е направен отговорник за координацията на целия фронт. Все пак, с войски разпръснати по 320-километров фронт и слаба комуникация практическите трудности остават. Айзенхауер назначава командир за въздушното подкрепление, бригадирен генерал Лорънс Кътър, за целия фронт на 21 януари.
Ервин Ромел съставя планове за изтеглящите се части от Либия да се укрепят пред изоставените фортификации на Маретската линия. Силите на Оста биха владели двата естествени входа към Тунис на север и на юг с лесно отбраняваните планински проходи между тях. През януари тези части от германо-италианската танкова армия при линията Марет са преименувани на Първа италианска армия (под командването на генерал Джовани Месе). На 23 януари 1943 г. 8-а армия превзема Триполи, като към този момент армията, изтегляща се от Либия, вече е на път към позицията си на Маретската линия. Части от американския 2-ри корпус преминават в Тунис през проходите на Атласките планини от Алжир, овладявайки вътрешността на триъгълника, образуван от планините. Тяхната позиция предполага възможността за тласък на изток към Сфакс на средиземноморския бряг, за да се изолира 1-ва италианска армия при Маретската линия от силите на Арним на север около град Тунис. Ромел не може да позволи това и образува план за осуетяващо нападение.

### Битка при Сиди Бузид
На 30 януари 1943 г. германската 21-ва танкова дивизия и три италиански дивизии от 5-а танкова армия срещат елементи на френските сили близо до Фаид, главния проход от източния ръкав на планините към крайбрежните равнини. Фредендал не отговаря на френското искане на подкрепления под формата на танкова от 1-ва бронирана дивизия и след отчаяна съпротива зле екипираните френски защитници са победени. Организирани са няколко контраатаки, включително късно нападение от 1-ва бронирана дивизия, но всички те са отблъснати с лекота от силите на Арним, които по това време вече са заели здрави отбранителни позиции. След три дни съюзническите сили са принудени да се изтеглят към вътрешните равнини, за да създадат нова отбранителна линия близо до градчето Сбейтла.
В операция „Пролетен вятър“ Арним нарежда на четири бронирани бойни групи да тръгнат в настъпление на 14 февруари в района на Сиди Бузид срещу съюзнически части на 34-та пехотна дивизия и 1-ба бронирана дивизия. Подготовката на защитниците е слаба, тъй като са разпръснати и не могат да се подкрепят едни други ефективно. Към 15 февруари пехотните единици са изолирани по височините. Те извикват подкрепления, но последните биват отблъснати с тежки загуби. През вечерта на същия ден три бойни групи на Оста се отправят към Сбейтла, на 32 km северозападно. Бойните групи са пресрещнати от части на 1-ва бронирана дивизия пред Сбейтла. С помощта на въздушна поддръжка съюзническите сили успяват да ги удържат до края на деня, но веднъж щом подкрепата от въздуха секва, защитниците на Сбейтла са принудени да се оттеглят от града на 17 февруари по пладне.
На юг, в операция „Утринен въздух“ бойна група на италианската 1-ва армия, съставена от остатъци от Африканския корпус под командването на Карл Бюловиус, напредва към Гафса привечер на 15 февруари и намира града опразнен, което се оказва част от съюзническо отстъпление с цел скъсяване на фронта и улесняване на прегрупирането, включващо изтеглянето на френския 19-и корпус. Американският 2-ри корпус се изтегля заедно с френския 19-и корпус на левия им фланг. Към следобеда на 17 февруари войските на Ромел вече са окупирали Фериана и Телепт (приблизително на 24 km югозападно от Касерин), което предизвиква евакуация на летището в Телепт на сутринта на 18 февруари, основната военновъздушна база на британската 1-ва армия в южния сектор.

### Битка при прохода Касерин
След последващи дискусии Командо Супремо издава заповеди на 19 февруари за атака на Ромел през проходите Касерин и Сбиба към Тала и Льо Кеф, което има за цел да застраши фланга на 1-ва армия. Първоначалното предложение на Ромел е за ограничена, но фокусирана атака през Касерин срещу 2-ри корпус при Тебеса и да се вземат нужните доставки от американските запаси там. Въпреки че е планирано да поеме командването на 10-а и 21-ва танкови дивизии, Ромел се опасява, че новият план би разводнил концентрираната му сила и би изложил фланговете му на опасност.
На 19 февруари 1943 г. Ромел, имайки вече формална власт над 10-а и 21-ва танкови дивизии, бойната група на Африканския корпус, както и силите на генерал Месе при Маретската линия, започва битката при прохода Касерин. Надявайки се да изненада неопитните защитници, той изпраща лека броня от 3-ти разузнавателен батальон в прохода. Силите на полковник Александър Старк, бригада от американски и френски войници, са отговорни за отбраната на прохода. Те нямат време да се организират добре, но успяват да насочат артилерийски огън от околните възвишения, който спира водещите механизирани части на бойната група на Африканския корпус. Преди да могат да продължи, пехотата се налага да бъде изпратена нагоре из възвишенията, за да се унищожи артилерийската заплаха. Бойна група под командването на Ханс-Георг Хилдебранд, включваща танкове от 21-ва танкова дивизия, напредват на север от Сбейтла към прохода Сбиба. Пред хълмовете източно от Сбиба те са спрени от 1-ва гвардейска бригада, която разполага със силна противотанкова артилерия и са подкрепени от два пехотни полка от 34-ти пехотна дивизия.
Към сутринта на 20 февруари суровото сражение на късо разстояние в хълмовете над Касерин продължава, докато бойна група на Африканския корпус, батальон от италианската 131-ва танкова дивизия и още артилерия подготвят друго нападение през прохода, след като към тях се присъедини бойна група от 10-а танкова дивизия от Сбейтла. Сутришната атака жъне бавен напредък, но интензивното напрежение през следобеда задейства рухването на съюзническата отбрана.
След като преминават през прохода Касерин през следобеда на 20 февруари, частите на 131-ва танкова дивизия се насочват на запад към Тебеса почти без да срещат съпротива. След това пристига бойната група на фон Бройх от 10-а танкова дивизия, която направо поема по пътя към Тала, където е забавена от полкова бронирана група от 26-а бронирана бригада. Последните претърпяват тежки загуби, но печелят време за смесената сила на британската 6-а бронирана дивизия с допълнителна пехота и артилерия, която подготвя отбранителни позиции нагоре по пътя. Междувременно Фредендал изпраща части на 1-ва бронирана дивизия да пресрещнат заплахата срещу Тебеса.
Към 1 часа по обяд на 21 февруари бойната група на фон Бройх достига позицията на 26-а бронирана бригадна група на пътя за Тала и започва бавно да напредва. Ромел поема пряк контрол над атаката и форсира защитниците към 4 часа следобед. Въпреки това, 26-а бригадна група успява да се изтегли към следващата и последна отбранителна линия пред Тала. Боевете при тази позиция започват към 7 часа вечерта и продължават три часа, докато никоя страна не успява да надделее. Съюзническите сили поемат тежки удари и не очакват да успеят да издържат до следващия ден. Все пак, през нощта допълнителни 48 артилерийски установки от американската 9-а пехотна дивизия пристигат след 1300-километров поход от Мароко. На сутринта на 22 февруари, докато фон Бройх подготвя нападението си, фронтът му е ударен от унищожителен артилерийски бараж. Изненадващо, Ромел казва на Брой да се прегрупира и да заеме отбранителна позиция, така изоставяйки инициативата.
Бойната група на 21-ва танкова дивизия при Сбиба не напредва. На юг, бойната група на Африканския корпус е спряна на пътя към Тебеса на 21 февруари от частите на 1-ва бронирана дивизия, позиционирани по склоновете на Джебел Хамра. Опит да се обградят през нощта на 21 февруари се оказва скъп провал. Последващата атака на 23 февруари отново е отблъсната. В обезсърчено събрание на 22 февруари Кеселринг и Ромел обсъждат, че изправени срещу здрава защита и новините, че водещите елементи на 8-а армия са достигнали Меденин, само на няколко километра от Маретската линия, настъплението трябва да бъде оттеглено, за да се окаже подкрепа на Маретската линия с надеждата, че нападението над Касерин е доставило достатъчно щети на врага, за да се забавят всякакви офанзивни действия от запад. Кеселринг първоначално иска офанзивата да продължи, но накрая се съгласява и Командо Супремо официално приключва операцията през вечерта. Силите на Оста от Касерин достигат линията Марет на 25 февруари.

## Южния фронт

### Битка при Меденин
8-а армия се консолидира пред защитата на линията Марет от 17 февруари и изпраща проучвания на запад на 26 февруари. На 6 март 1943 г. три немски бронирани дивизии, две леки дивизии и девет италиански дивизии дават ход на операция „Капри“ – атака на юг към Меденин, най-северната укрепена позиция на британците. Нападението е отблъснато с масиран артилерийски обстрел, 55 танкове на Оста са елиминирани.
С провала на операция „Капри“ Ромел решава, че единственият начин да се спасят армиите на Оста е да се изостави кампанията и на 9 март отпътува към Италия за дискусия с Командо Супремо в Рим. След като не намира подкрепа за идеите си, той отпътува на 10 март за щаб-квартирата на Хитлер в Украйна, за да се опита да го убеди да изостави Тунис и да върне армиите на Оста в Европа. Хитлер отказва, а Ромел е пуснат в болничен под секрет. След това Арним става командир на група армии „Африка“.

### Битка за линията Марет
Монтгомъри започва атака срещу Маретската линия през нощта на 19 срещу 20 март 1943 г. Елементи на 50-а пехотна дивизия пробиват линията и образуват струпване западно от Зарат на 20 – 21 март. Контраатака на немската 15-а танкова дивизия унищожава струпването и възобновява линията на 22 март. На 26 март британският 10-и корпус заобикаля около хълмовете Матмата, завладявайки прохода Тебага и града Ел Хама в най-северната част на линията, което прави линията Марет неудържима. На следващия ден немски и италиански противотанкови оръдия забелязват напредването на 10-и корпус и печелят време за оттегляне. През следващите 48 часа защитниците на Оста изоставят Маретската линия и установяват нова отбранителна позиция на 60 km северозападно при Уади Акарит близо до Габес.

### Габес
Преорганизираният американски 2-ри корпус напредва отново през проходите и навлиза зад линиите на Оста. Немската 10-а танкова дивизия контраатакува при Ел Гетар на 23 март. Немските танкове се натъкват на минно поле и американските артилерия и противотанкови части откриват огън. 10-а танкова дивизия бързо губи 30 танка и се оттегля от минното поле. Втора атака в късния следобед, поддържана от пехота, също е отблъсната и 10-а танкова дивизия се връща в Габес.
Американският 2-ри корпус не успява да се възползва от немския провал и всяко негово нападение бива спирано от частите на 10-а или 21-ва танкови дивизии. Координацията на съюзническите въздушни и сухопътни сили остава незадоволителна. 8-а армия и 2-ри корпус нападат през следващата седмица и на 28 март Ел Хама е превзет, което принуждава силите на Оста да изоставят Габес и да се изтеглят на север към войските на 5-а танкова армия. Хълмовете пред американските войски са изоставени, което им позволява да се присъединят към британските сили в Габес по-късно през деня. 2-ра новозеландска дивизия и 1-ва бронирана дивизия гонят немците 225 km на север към отбранителните им позиции в хълмовете западно от Енфидавил, които биват удържани до края на кампанията.

## Северния сектор
На 26 февруари Арним с погрешното вярване, че сраженията при Каресин са накарали Съюзниците да отслабят севера в полза на юга, дава начало на офанзива срещу 5-и корпус по широк фронт. Основните атаки са проведени от 334-та пехотна дивизия, новопристигнали елементи от дивизия „Херман Гьоринг“ и части от 10-а танкова дивизия, които не участват в операция „Пролетен вятър“. Силата трябва да напредне в три групи: централна, придвижваща се на запад към Меджез ел Баб, втора от север на югозапад към Беджа и трета настъпваща на запад южно от Меджез. Северният им фланг трябва да бъде защитаван от дивизия „фон Мантойфел“, настъпваща на запад.
Целта на операция „Пролетен вятър“ е да се поеме контрол на важния град Джебел Абиод. Това нападение на дивизия „фон Мантойфел“ постига значителен прогрес през слабо защитаваните хълмове, владение на французите. Скъпо струващи контраатаки на 27 февруари и 2 март от британската 139-а пехотна бригада и поддържаща артилерия забавят напредването на силите на Оста. Изтеглянето на френските батальони от района на Меджез, за да се присъединят към 19-и корпус, оставя малко съпротива за немската окупация на възвишенията над града. Впоследствие британците изоставят Седженан на 4 март, докато 139-а пехотна бригада бива постепенно изтласквана назад през следващите три седмици до Джебел Абиод.

### Битка за Сиди Нсир
Основната немска офанзива, операция „Волска глава“, води до ожесточени боеве – навлизането в северния сектор е спряно от малка артилерийска сила и батальон от Хемпширския полк в продължение на цял ден при Сиди Нсир. Това забавяне е от изключително значение и в резултат на него британските войски успяват да подготвят значителна защита в прохода между Меджез и 24 km североизточно от Беджа. Южната атака успява да напредне на запад към Меджез ел Баб, но британска ad hoc сила успява да я отблъсне, особено след като два танка Чърчил отстрелват цяла немска транспортна колона.
Сраженията продължават до 5 март и на фона на лошите метеорологични условия операцията е отменена от Арним. Провалът коства на Оста тежки загуби на пехота и танкове, сред които много от тежките танкове Тигър I. „Волска глава“ е последната голяма офанзива на немската 5-а танкова армия. На 25 март по нареждане на Александър 5-и корпус започва настъпление, а на 28 март 46-а пехотна дивизия също влиза в настъпление. За 4 дни са завладени отново всички изгубени земи, а 850 немски и италиански войници са пленени. На 7 април Андерсън нарежда на 78-а пехотна дивизия да изчисти пътя между Беджа и Меджез от врагове. Подкрепяни от артилерия и от въздуха, те методично напредват 16 km през трудния планински терен през следващите 10 дни. 4-та пехотна дивизия се присъединява към боя, заемайки позиция отляво на 78-а пехотна дивизия и настъпвайки към Сиди Нсир.

## Съюзническа победа

### Съюзнически планове
Възвишенията над Меджез са овладени и страничните пътища в района на 5-и корпус са изчистени, така че Андерсън успява да обърне цялото си внимание към заповедите, които получава на 12 април от Александър за подготовка на едромащабно нападение, планирано за 22 април и имащо за цел превземането на град Тунис. Към този момент съюзническите самолети са преместени напред към летища в страната, за да се спрат въздушните доставки на Оста в Северна Африка и голям брой немски транспортни самолети са свалени между Сицилия и Тунис. Британски разрушители, действащи от Малта, предотвратяват морските доставки на стоки и хора, както и евакуацията на Тунис по море. Адмирал Андрю Кънингам издава заповеди на корабите: „Потапяйте, горете, пленявайте, унищожавайте. Не позволявайте на нищо да премине“, но много малко кораби на Оста въобще се опитват да преминат. На 18 април, след атаки от 8-а армия от юг и атаки по фланговете от 9-и корпус и френския 19-и корпус, силите на Оста са изтласкани в отбранителна линия на североизточния бряг на Тунис, опитвайки се да защитават линиите си за доставки, но с малка надежда за продължаване на битката за дълго.
Александър смята, че докато американският 2-ри корпус напада от север към Бизерта, 1-ва армия ще нападне към град Тунис, докато 8-а армия навлиза северно от Енфидавил. Андерсън трябва да координира действията на 1-ва армия и американския 2-ри корпус, издавайки съответните заповеди за целта. Планът на Андерсън е основната атака да е в центъра на фронта на 5-и корпус при Меджез срещу укрепленията на Оста. Все пак, 9-и корпус отдясно ще започне първи нападението на североизток с намерението да навлезе зад позициите на Меджез и да неутрализира бронираните запаси. След това американският 2-ри корпус ще направи двоен тласък – един за завладяването на възвишението на левия фланг на 5-и корпус и втори към Бизерта.

### Битката
Съюзническите сили са се преорганизирали и през нощта на 19 срещу 20 април 8-а армия превзема Енфидавил от италианската 16-а моторизирана дивизия, която контраатакува няколко пъти през следващите три дни и бива отблъсквана. Арним знае, че съюзническата офанзива е надвиснала и предприема осуетяваща атака през нощта на 20 срещу 21 април между Меджез и Губелат на фронта на 9-и корпус. Дивизия „Херман Гьоринг“, подкрепяна от танкове от 10-а танкова дивизия, пробива с 8 km на някои места, но не успява да предизвика изтегляне на врага и накрая се връща. Не са причинени сериозни разриви на съюзническите планове, освен че първата атака на офанзивата на 9-и корпус е отложена с четири часа.
Сутринта на 22 април 46-а дивизия напада фронта на 9-и корпус, създавайки промеждутък за 6-а бронирана дивизия да премине нощем, следвана от 1-ва бронирана дивизия, и да навлезе на изток през следващите два дни, но не достатъчно бързо, за да спре създаването на силна противотанкова отбрана, която възпира прогреса им. Битката изтегля бронираните запаси на Оста на юг, далеч от централния фронт. Виждайки, че трудно ще се пожъне още напредък, Андерсън оттегля 6-а бронирана дивизия и по-голямата част от 46-а пехотна дивизия в запаса. Атаката на 5-и корпус започва през вечерта на 22 април и американския 2-ри корпус започва офанзивата си в ранните часове на 23 април в битката за хълм 609, в която хълмът е превзет, а пътят към Бизерта е отворен. В тежко сражение а късо разстояние срещу дивизия „Херман Гьоринг“, 334-та пехотна и 15-а танкова дивизии, съюзническите 5-и корпус, 1-ва, 4-та и 78-а пехотни дивизии, подкрепяни от танкове и тежка артилерия, успяват за осем дни да пробият с 9 km и да завладеят повечето от отбранителните позиции на Оста.
Боят е скъп и за двете страни, но пътят към град Тунис е отворен и Андерсън чувства, че ще последва вражески пробив. На 30 април, след провален опит на 169-а пехотна бригада, която тъкмо е пристигнала от Сирия, става ясно на Монтгомъри и Александър, че нападение на 8-а армия северно от Енфидавил срещу добре защитавания и труден терен няма да успее.
Андерсън организира заблуждаваща концентрация на танкове близо до Бу Арада при фронта на 9-и корпус, за да се отвлече вниманието от пристигането на 7-а бронирана дивизия в сектора на Меджез и постига значителна изненада за противника, когато атаката започва. Последното нападение започва в 3:30 часа сутринта на 6 май, водено от 9-и корпус на генерал-лейтенант Брайън Хорокс, който е заел позицията на ранения генерал-лейтенант Джон Крокър. 5-и корпус, воден от генерал-лейтенант Чарлс Уолтър Олфрей, вече е започнал предварителен удар на 5 май за превземането на възвишенията и подсигуряването на левия фланг на 9-и корпус. 4-та британска и 4-та индийска дивизии се фокусират върху тесния фронт и, подкрепяни от тежка артилерия, пробиват дупка в защитата, през която да преминат 6-а и 7-а бронирани дивизии. На 7 май британски бронирани части влизат в град Тунис, а американската пехота от 2-ри корпус, която е продължила настъплението си на север, влиза в Бизерта.

### Предаване на силите на Оста
Шест дни след падането на град Тунис и Бизерта последната съпротива на силите на Оста в Африка завършва с предаването на над 230 000 войници. Генерал-майор Лусиън Тръскот, командир на американската 3-та пехотна дивизия, и генерал-майор Ърнест Хармън, командир на американската 1-ва бронирана дивизия, докладват, че немската съпротива в американския сектор е спряла на 6 май и немски войници са започнали масово да се предават. На 8 май 334-та пехотна дивизия на Вермахта се предава на британски сили между Матьор и Тебурба. В 10 часа сутринта на 9 май американският 2-ри корпус, вече под командването на генерал-майор Омар Брадли, приклещва генерал-майор Густав фон Фаерст и останките на 5-а танкова армия, които се предават преди обед. Поне 12 000 немци се предават в сектора на генерал-майор Фриц Краусе. Около 22 000 немци в планинския сектор Загуан се предават на французите на 11 май.
Съюзническите сили докладват, че са взети 150 000 военнопленници на Оста в периода 5 май – 12 юни. Генерал-майор Теодор фон Спонек, командир на 90-а лека пехотна дивизия се предава на 2-ра новозеландска дивизия, след като първоначално заплашва, че ще се бие до последен патрон. Месе, командир на италианската 1-ва армия, държи линията северно от Такруна до 12 май, когато след рухването на германците Мусолини нарежда на Месе да се предаде. На следващия ден 1-ва армия на Месе продължава да се бие близо до Енфидавил, но останалите 80 000 души са обградени. Британските военновъздушни сили и артилерия продължават бомбардировките си и по пладне 1-ва армия се предава на 8-а армия.